# فردریک دبلیو. اسمیت
فردریک دبلیو. اسمیت (به انگلیسی: Frederick W. Smith) کارآفرین، خلبان و مدیر ارشد اجرایی آمریکایی بود که در سال ۱۹۷۱ شرکت فدکس را تأسیس نمود.
اسمیت در ۲۱ ژوئن ۲۰۲۵ در سن ۸۰ سالگی در ممفیس درگذشت.